# Paul Schulz (Theologe)
Paul Schulz (* 29. August 1937 in Frankfurt (Oder)) ist ein evangelischer Theologe und ein atheistischer Publizist, der seit 1995 in der Erwachsenenbildung tätig ist.

## Leben und Wirken
Er machte das Abitur an der Gelehrtenschule des Johanneums in Hamburg. Das Studium der Theologie schloss er mit einer Promotion zum Thema Lehrer der Gerechtigkeit in den Qumran-Rollen an der Friedrich-Alexander-Universität in Erlangen ab. Seit 1970 war er Pastor (Archidiakonos) der Hauptkirche Sankt Jacobi (Hamburg). Wegen seiner Leugnung entscheidender christlicher Glaubenslehren wurde der „Hamburger Kirchenrebell“ oder auch „Ketzerpastor“ zunächst 1975 vom Dienst beurlaubt und anschließend von der VELKD ein Lehrbeanstandungsverfahren gegen ihn in die Wege geleitet, der erste Ketzerprozess in der lutherischen Kirche gegen einen amtierenden Pastor nach dem Ersten Weltkrieg. Indiziert für diesen Prozess war damals sein Buch Ist Gott eine mathematische Formel? Dieser Glaubensprozess endete 1979 mit dem Verlust aller Ordinationsrechte. Sein theologischer Doktorgrad behielt volle Gültigkeit.
Nach der Entlassung aus dem Pfarramt trat Schulz auch aus der Kirche aus. Er übernahm zunächst die Programmleitung des Kulturzentrums Markthalle. 1981 wechselte er in das leitende Management der Hamburger Bavaria-St. Pauli-Brauerei. 1995 gründete er die private senioren-akademie alstertal, die er bis heute leitet.
In den letzten Jahren ist Paul Schulz mehrfach als atheistischer Publizist hervorgetreten. 2006 erschien sein Buch Codex Atheos. Die Kraft des Atheismus, 2008 sein Buch Atheistischer Glaube. Eine Lebensphilosophie ohne Gott. 2012 startete er das Internetportal Atheodoc – Eine atheistische Enzyklopädie für moderne Aufklärung.
2011 stellte er an das Kirchengericht einen Antrag auf Aufhebung des Lehrzuchturteils gegen ihn, nicht um wieder Pastor zu werden, sondern um erneut die Richtigkeit seiner modernen Theologiekritik an dem alten Dogmenglauben der Kirche unter Beweis zu stellen. Die Spruchkammer der VELKD lehnte 2011 seinen Antrag aus prozesstechnischen Vorgaben ab.

## Werke
- Ist Gott eine mathematische Formel? Ein Pastor im Glaubensprozeß seiner Kirche. Rowohlt, Reinbek bei Hamburg 1979, ISBN 3-499-17286-0.
- Weltliche Predigten. 9 Texte des Hamburger Kirchenrebellen. Rowohlt, Reinbek bei Hamburg 1978, ISBN 3-498-06126-7.
- Codex Atheos. Die Kraft des Atheismus. Aug. Rauschenplat, Cuxhaven 2006, ISBN 3-935519-15-X.
- Atheistischer Glaube. Eine Lebensphilosophie ohne Gott. marixverlag, Wiesbaden 2008, ISBN 978-3-86539-179-7.